# ده‌چی‌تا (ترانه)
«دِه‌چی‌تا» (انگلیسی: Daechwita) ترانه‌ای از خواننده اهل کره جنوبی، شوگا از بی‌تی‌اس است که با نام آگوست دی نیز شناخته می‌شود. این ترانه در ۲۲ مه ۲۰۲۰ به عنوان یک تک‌آهنگ دیجیتال توسط بیگ هیت میوزیک منتشر شد.

## جدول‌های موسیقی

### جدول‌های هفتگی
| جدول (۲۰۲۰)                             | بالاترین جایگاه |
| --------------------------------------- | --------------- |
| کانادا (۱۰۰ تک‌آهنگ داغ کانادا)          | ۱۰۰             |
| یونان اینترنشنال (آی‌اف‌پی‌آی)             | ۵۷              |
| مجارستان (۴۰ تک‌آهنگ برتر)               | ۲               |
| تک‌آهنگ‌های داغ نیوزیلند (آرام‌ان‌زی)       | ۶               |
| اسکاتلند (اوسی‌سی)                       | ۸               |
| تک‌آهنگ‌های بریتانیا (اوسی‌سی)             | ۶۸              |
| بیلبورد هات ۱۰۰ ایالات متحده            | ۷۶              |
| ترانه‌های دیجیتال ایالات متحده (بیلبورد) | ۱               |